# Pavao Anđelić
Pavao Anđelić (Sultići kod Konjica, 29. veljače 1920. – Sultići kod Konjica, 7. kolovoza 1985.) bio je bosanskohercegovački hrvatski pravnik, arheolog i povjesničar medievalist.
Jedan je od značajnijih medievalista koji je studirao srednjovjekovnu povijest Bosne i Hercegovine i zaslužan je za arheološke pronalaske u Milama blizu Visokog (Tvrtkov grob) i Kraljevoj Sutjesci i Bobovcu.

## Životopis
Rodio se je u Sultićima kod Konjica 1920. godine. U Seonici kod Konjica išao je u osnovnu školu. U Visokom je pohađao Franjevačku klasičnu gimnaziju. Studirao je pravo u Zagrebu.
Radio je u Konjicu kao sudac, poslije toga u Sarajevu u Zavod za zaštitu spomenika kulture, a naposljetku je otišao u sarajevski Zemaljski muzej, gdje je radio do mirovine.
Smatra se utemeljiteljem heraldičke znanstvenosti u Bosni i Hercegovini i jedan je od rijetkih koji se bavio izučavanjem srednjovjekovne bosanske heraldike.
Dok je radio, studirao je na Filozofskom fakultetu u Sarajevu. Doktorirao je 1972. u Beogradu na Filozofskom fakultetu.

## Djela
- Bobovac i Kraljeva Sutjeska: stolna mjesta bosanskih vladara u XIV i XV stoljeću)[6]
- Studije o teritorijalnopolitičkoj organizaciji srednjovjekovne Bosne[7]
- Visoko i okolina kroz istoriju[8]

## Nagrade i priznanja
- Nagrada Veselin Masleša za znanstveni rad
- Dvadesetsedmojulska nagrada SR BiH za životno djelo
- Nagrada Treći mart - Konjic